# فرودگاه شهری پروو
فرودگاه شهری پروو (به انگلیسی: Provo Municipal Airport) یک فرودگاه همگانی با کد یاتا PVU است که یک باند فرود آسفالت دارد و طول باند آن ۲۶۲۱ متر است. این فرودگاه در کشور ایالات متحده آمریکا قرار دارد و در ارتفاع ۱۳۷۰٫۷ متری از سطح دریا واقع شده‌است.